# Kruti
Kruti (ukrainisch Круті; russisch Крутые Krutyje, polnisch Krute) ist ein Dorf in der ukrainischen Oblast Odessa mit etwa 800 Einwohnern.
Das im 18. Jahrhundert entstandene Dorf liegt im äußersten Nordwesten der Oblast an der Grenze zum moldauischen Transnistrien im Westen. Kruti liegt 16 km südöstlich vom ehemaligen Rajonzentrum Kodyma und etwa 198 km nordwestlich vom Oblastzentrum Odessa entfernt.
Ende des 19. Jahrhunderts hatte der Ort, welcher in dieser Zeit als Städtchen geführt wurde, eine ziemlich große Einwohnerschaft von etwa 3000 Menschen und lag im Gouvernement Podolien im Ujesd Balta. Der Ort wurde zwischen 1924 und Ende 1929 Rajonshauptstadt des Rajons Krutyje in der Moldauischen Autonomen Sozialistischen Sowjetrepublik. Nach der Verlegung der Rajonshauptstadt nach Kodyma und dem wirtschaftlichen Niedergang des Ortes wegen der Randlage an der Grenze zu Moldawien und der weiter östlich gebauten Eisenbahnstrecke nach Odessa entwickelte sich der Ort zu einem kleinen Dorf zurück.
Am 12. Juni 2020 wurde das Dorf ein Teil der Stadtgemeinde Kodyma; bis dahin bildete es zusammen mit dem Dorf Semeniwka (Семенівка) die Landratsgemeinde Kruti (Крутівська сільська рада/Krutiwska silska rada) im Süden des Rajons Kodyma.
Seit dem 17. Juli 2020 ist es ein Teil des Rajons Podilsk.